# جوایز کات کارگردان
جوایز کات کارگردان (انگلیسی: Director's Cut Awards; کره‌ای: 디렉터스 컷 시상식) یک مراسم اهدای جوایز سالانه در کره جنوبی برای برترین دستاوردهای فیلم در کره جنوبی است. این مراسم توسط Korea Film Director's Network (کی‌اف‌دی‌ان) ارائه می‌شود که گروهی متشکل از ۳۰۰ فیلم‌ساز کره‌ای است. کی‌اف‌دی‌ان برندگان صنعت فیلم کره جنوبی را در هشت دسته‌بندی معرفی می‌کند: کارگردان، بازیگر (مرد/زن)، کارگردان تازه‌کار، بازیگر تازه‌کار (مرد/زن)، تهیه‌کننده، کارگردان فیلم مستقل. این مراسم نخستین بار در سال ۱۹۹۸ برگزار شد. این مراسم پس از سال ۲۰۱۰ به دلیل «مشکلات داخلی» توسط کی‌اف‌دی‌ان برگزار نشد. این مراسم از سال ۲۰۱۴ دوباره برگزار شد.